# Heterogorgia ramosa
Heterogorgia ramosa är en korallart som först beskrevs av Thomson och Henderson 1905.  Heterogorgia ramosa ingår i släktet Heterogorgia och familjen Plexauridae. Inga underarter finns listade i Catalogue of Life.